# Decadimento e rovina del sistema di finanze dell'Inghilterra
Decadimento e rovina del sistema di finanze dell'Inghilterra (The Decline and Fall of the English System of Finance) è un pamphlet scritto a Parigi da Thomas Paine nel 1796 a proposito del debito pubblico inglese.
Il pamphlet fu predittivo perché da lì a poco il sistema finanziario inglese collassò con gravi conseguenze sociali e politiche nell'Inghilterra di inizio ottocento. Riguarda la tematica del debito pubblico inglese, ma sull'argomento "debito pubblico" tutto il mondo capitalistico ha dibattuto e si è dibattuto negli ultimi due secoli.
Il pamphlet fu utilizzato dal Direttorio a fini propagandistici antinglesi. Due traduzioni italiane furono pubblicate negli anni immediatamente successivi, nel clima ideologico successivo alla rivoluzione francese: quella di Giovanni Rasori (1796) e quella anonima pubblicata a Venezia dall'editore Giovanni Zatta (ante 27 luglio 1797); una terza traduzione contemporanea, rimasta inedita, fu quella di Aron Fernando. 
A proposito di quest'opera un altro pamphlettista, Ralph Broome, si è espresso in Observations on Mr. Paine's Pamphlet Entitled the Decline and Fall of the English System of Finance nel 1796.